# Ichthyovenator laosensis
Ichthyovenator (il cui nome significa "cacciatore di pesci") è un genere estinto di dinosauro teropode spinosauride vissuto nel Cretaceo inferiore in Laos. L'unica specie ascritta a questo genere è I. laosensis.

## Descrizione

Dimensioni di Ichthyovenator, a confronto con un uomo

Dell'Ichthyovenator si conoscono pochi connotati fisiologici e morfologici. Tuttavia dalla sua parentela con gli spinosauridi, si può supporre che la morfologia dell'animale doveva essere simile a quella di altri teropodi spinosauridi, con un corpo robusto, muso allungato come quello dei coccodrilli, coda che bilanciava il corpo, gambe che consentivano la locomozione bipede e braccia lunghe e muscolose armate di portentosi artigli. Le dimensioni dell'animale non sono certe ma si suppone una lunghezza stimata tra i 7,5 e i 9 metri. Ciò che caratterizzava l'animale era la strana vela (presente nella maggior parte degli spinosauridi), che si interrompeva bruscamente all'altezza del bacino per poi ricominciare e finire a metà della coda, conferendogli l'aspetto di una doppia vela di pelle.

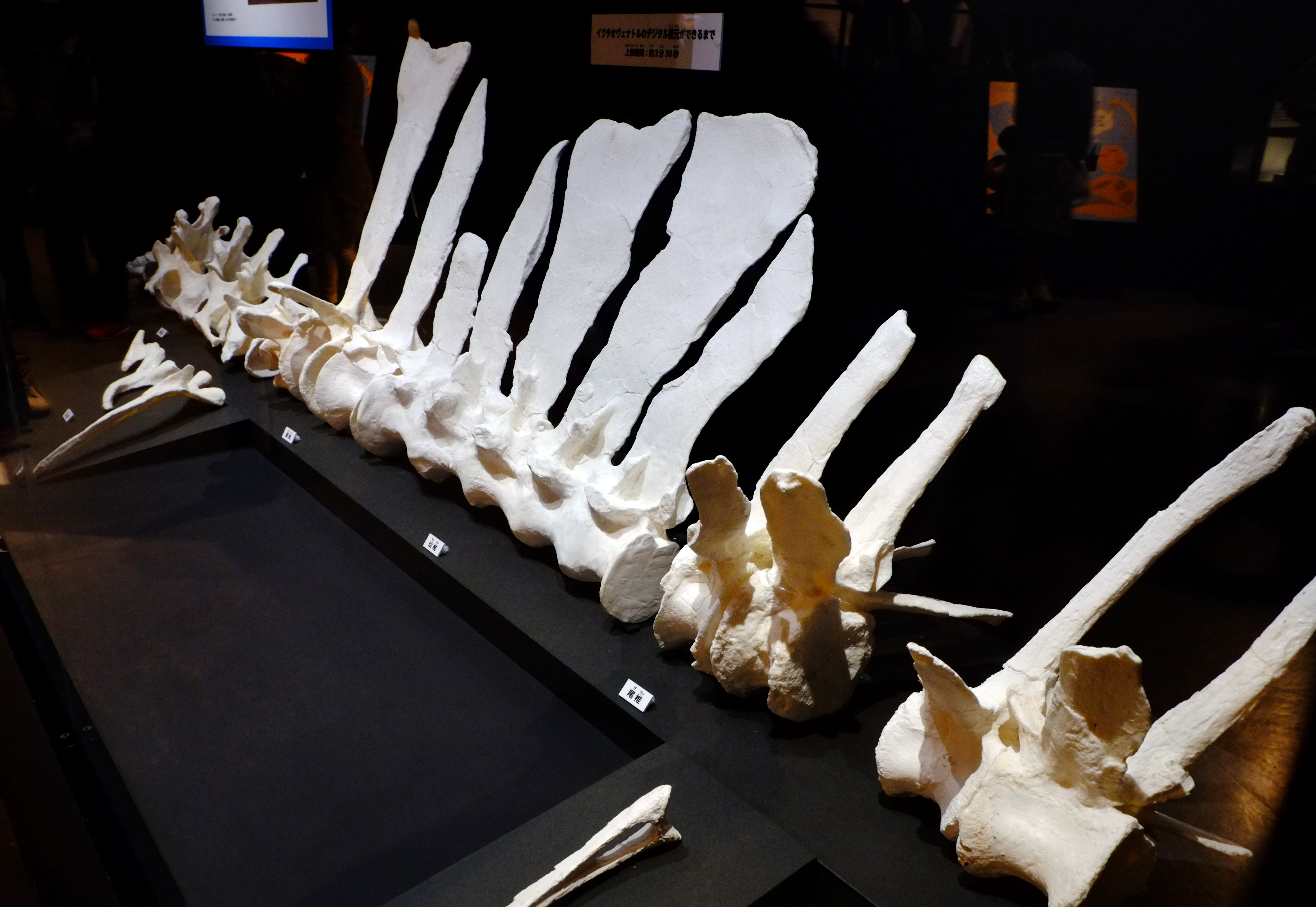
Dettaglio delle vertebre di I. laosensis

I paleontologi che descrissero l'animale, scoprirono interessanti autapomorfie. L'Ichthyovenator, come la maggior parte degli spinosauridi, possedeva una sorta di "vela" sulla schiena, composta da vertebre allungate. Tuttavia in Ichthyovenator le vertebre presentano una morfologia piuttosto insolita. La penultima vertebra dorsale mostra una spina molto alta ed espansa in lunghezza procedendo verso l'apice dorsale. La vertebra presenta 3 caratteri tipici di (alcuni) spinosauridi: una spina molto alta, lamine centrodiapofiseali accessorie (questi due caratteri sono presenti anche in Concavenator e Becklespinax) e una sorta di reticolo di laminazione alla base della spina neurale. La spina dell'ultima vertebra dorsale è incompleta, quindi non è chiara la sua forma e/o altezza. La prima spina sacrale è ben più bassa della penultima dorsale, e ciò pare un carattere genuino. Le spine neurali in posizione dalla seconda alla quarta sono invece alte e si espandono dorsalmente quasi come la penultima dorsale. Questa differenza di dimensioni produceva una "vela" di forma ondulata, con una depressione a livello della prima vertebra sacrale.
Il bacino dell'animale presenta un mix di caratteri "da ceratosauro" (l'ileo lungo e basso con margine dorsale subrettilineo, da spinosauride con un piede pubico praticamente assente) e "da coeleurosauro" (sebbene presenti anche in alcuni carcharodontosauri), come l'incisura anterodorsale dell'ileo ed un peduncolo pubico col margine anteriore concavo. Inoltre gli autori notano come Ichthyovenator presenti alcuni caratteri derivati condivisi con il coelophysoide Segisaurus.

## Classificazione

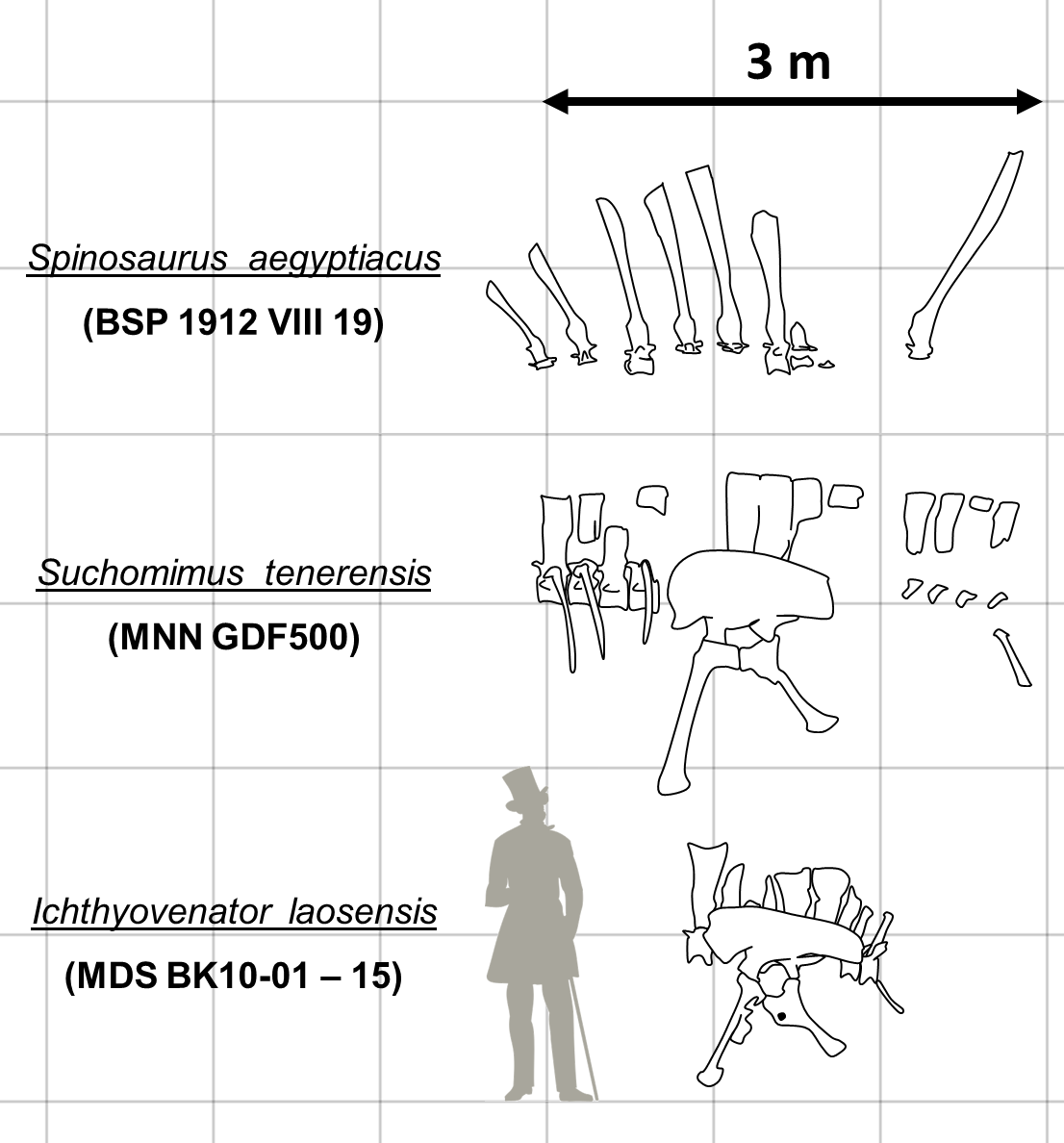
Le variazioni delle spine neurali in tre differenti specie di spinosauridi, con Ichthyovenator in basso

L'Ichthyovenator è stato assegnato alla famiglia degli spinosauridi, più precisamente nella sottofamiglia dei Baryonychinae, di cui fanno parte il Baryonyx e il Suchomimus. Tuttavia la scoperta di nuovo materiale tra cui alcuni denti e la comparazione con l'enigmatico teropode Sigilmassasaurus, lo riclassificherebbero come più vicino agli Spinosaurinae. La prima vertebra dorsale di Ichthyovenator è quasi identica a quella dell'enigmatico teropode Sigilmassasaurus dal Cenomaniano delle Kem Kem Beds, nel sud-est del Marocco. Il Sigilmassasaurus è oggi considerato un teropode a sé stante facente parte della famiglia degli spinosauridae, molto vicino a Spinosaurus, di cui era considerato un sinonimo. Le due vertebre di Sigilmassasaurus e Ichthyovenator, pressoché identiche, potrebbero indicare che i due animali erano molto simili tra loro. E visto la stretta parentela tra Sigilmassasaurus e Spinosaurus, è probabile che anche Ichtyovenator facesse parte della sottofamiglia degli spinosaurinae, rimanendo tuttavia ad uno stadio basale, della sottofamiglia. Tale classificazione è stata confermata dagli studi di Arden et al. (2018).
Di seguito è riportato un cladogramma, proposto da Allain et al. (2012), aggiornato con i dati ricavati dagli studi di Arden et al. (2018):
|  | Baryonyx walkeri      |
|  |                       |
|  | Suchomimus tenerensis |
|  |                       |

|              | Irritator challengeri |
|              | |
|              | Oxalaia quilombensis |
|              | |
| Spinosaurini | \| \| Taxon di Gara Samani \| \| \| \| \| \| Sigilmassasaurus brevicollis \| \| \| \| \| \| Spinosaurus aegyptiacus \| \| \| \| |
|              | \| \| Taxon di Gara Samani \| \| \| \| \| \| Sigilmassasaurus brevicollis \| \| \| \| \| \| Spinosaurus aegyptiacus \| \| \| \| |
|              | Taxon di Gara Samani |
|              | |
|              | Sigilmassasaurus brevicollis |
|              | |
|              | Spinosaurus aegyptiacus |
|              | |

|  | Taxon di Gara Samani         |
|  |                              |
|  | Sigilmassasaurus brevicollis |
|  |                              |
|  | Spinosaurus aegyptiacus      |
|  |                              |

|              | Irritator challengeri |
|              | |
|              | Oxalaia quilombensis |
|              | |
| Spinosaurini | \| \| Taxon di Gara Samani \| \| \| \| \| \| Sigilmassasaurus brevicollis \| \| \| \| \| \| Spinosaurus aegyptiacus \| \| \| \| |
|              | \| \| Taxon di Gara Samani \| \| \| \| \| \| Sigilmassasaurus brevicollis \| \| \| \| \| \| Spinosaurus aegyptiacus \| \| \| \| |
|              | Taxon di Gara Samani |
|              | |
|              | Sigilmassasaurus brevicollis |
|              | |
|              | Spinosaurus aegyptiacus |
|              | |

|  | Taxon di Gara Samani         |
|  |                              |
|  | Sigilmassasaurus brevicollis |
|  |                              |
|  | Spinosaurus aegyptiacus      |
|  |                              |

|              | Irritator challengeri |
|              | |
|              | Oxalaia quilombensis |
|              | |
| Spinosaurini | \| \| Taxon di Gara Samani \| \| \| \| \| \| Sigilmassasaurus brevicollis \| \| \| \| \| \| Spinosaurus aegyptiacus \| \| \| \| |
|              | \| \| Taxon di Gara Samani \| \| \| \| \| \| Sigilmassasaurus brevicollis \| \| \| \| \| \| Spinosaurus aegyptiacus \| \| \| \| |
|              | Taxon di Gara Samani |
|              | |
|              | Sigilmassasaurus brevicollis |
|              | |
|              | Spinosaurus aegyptiacus |
|              | |

|  | Taxon di Gara Samani         |
|  |                              |
|  | Sigilmassasaurus brevicollis |
|  |                              |
|  | Spinosaurus aegyptiacus      |
|  |                              |

|              | Irritator challengeri |
|              | |
|              | Oxalaia quilombensis |
|              | |
| Spinosaurini | \| \| Taxon di Gara Samani \| \| \| \| \| \| Sigilmassasaurus brevicollis \| \| \| \| \| \| Spinosaurus aegyptiacus \| \| \| \| |
|              | \| \| Taxon di Gara Samani \| \| \| \| \| \| Sigilmassasaurus brevicollis \| \| \| \| \| \| Spinosaurus aegyptiacus \| \| \| \| |
|              | Taxon di Gara Samani |
|              | |
|              | Sigilmassasaurus brevicollis |
|              | |
|              | Spinosaurus aegyptiacus |
|              | |

|  | Taxon di Gara Samani         |
|  |                              |
|  | Sigilmassasaurus brevicollis |
|  |                              |
|  | Spinosaurus aegyptiacus      |
|  |                              |

|              | Irritator challengeri |
|              | |
|              | Oxalaia quilombensis |
|              | |
| Spinosaurini | \| \| Taxon di Gara Samani \| \| \| \| \| \| Sigilmassasaurus brevicollis \| \| \| \| \| \| Spinosaurus aegyptiacus \| \| \| \| |
|              | \| \| Taxon di Gara Samani \| \| \| \| \| \| Sigilmassasaurus brevicollis \| \| \| \| \| \| Spinosaurus aegyptiacus \| \| \| \| |
|              | Taxon di Gara Samani |
|              | |
|              | Sigilmassasaurus brevicollis |
|              | |
|              | Spinosaurus aegyptiacus |
|              | |

|  | Taxon di Gara Samani         |
|  |                              |
|  | Sigilmassasaurus brevicollis |
|  |                              |
|  | Spinosaurus aegyptiacus      |
|  |                              |

|              | Irritator challengeri |
|              | |
|              | Oxalaia quilombensis |
|              | |
| Spinosaurini | \| \| Taxon di Gara Samani \| \| \| \| \| \| Sigilmassasaurus brevicollis \| \| \| \| \| \| Spinosaurus aegyptiacus \| \| \| \| |
|              | \| \| Taxon di Gara Samani \| \| \| \| \| \| Sigilmassasaurus brevicollis \| \| \| \| \| \| Spinosaurus aegyptiacus \| \| \| \| |
|              | Taxon di Gara Samani |
|              | |
|              | Sigilmassasaurus brevicollis |
|              | |
|              | Spinosaurus aegyptiacus |
|              | |

|  | Taxon di Gara Samani         |
|  |                              |
|  | Sigilmassasaurus brevicollis |
|  |                              |
|  | Spinosaurus aegyptiacus      |
|  |                              |

|              | Irritator challengeri |
|              | |
|              | Oxalaia quilombensis |
|              | |
| Spinosaurini | \| \| Taxon di Gara Samani \| \| \| \| \| \| Sigilmassasaurus brevicollis \| \| \| \| \| \| Spinosaurus aegyptiacus \| \| \| \| |
|              | \| \| Taxon di Gara Samani \| \| \| \| \| \| Sigilmassasaurus brevicollis \| \| \| \| \| \| Spinosaurus aegyptiacus \| \| \| \| |
|              | Taxon di Gara Samani |
|              | |
|              | Sigilmassasaurus brevicollis |
|              | |
|              | Spinosaurus aegyptiacus |
|              | |

|  | Taxon di Gara Samani         |
|  |                              |
|  | Sigilmassasaurus brevicollis |
|  |                              |
|  | Spinosaurus aegyptiacus      |
|  |                              |

|              | Irritator challengeri |
|              | |
|              | Oxalaia quilombensis |
|              | |
| Spinosaurini | \| \| Taxon di Gara Samani \| \| \| \| \| \| Sigilmassasaurus brevicollis \| \| \| \| \| \| Spinosaurus aegyptiacus \| \| \| \| |
|              | \| \| Taxon di Gara Samani \| \| \| \| \| \| Sigilmassasaurus brevicollis \| \| \| \| \| \| Spinosaurus aegyptiacus \| \| \| \| |
|              | Taxon di Gara Samani |
|              | |
|              | Sigilmassasaurus brevicollis |
|              | |
|              | Spinosaurus aegyptiacus |
|              | |

|  | Taxon di Gara Samani         |
|  |                              |
|  | Sigilmassasaurus brevicollis |
|  |                              |
|  | Spinosaurus aegyptiacus      |
|  |                              |

|  | Baryonyx walkeri      |
|  |                       |
|  | Suchomimus tenerensis |
|  |                       |

|              | Irritator challengeri |
|              | |
|              | Oxalaia quilombensis |
|              | |
| Spinosaurini | \| \| Taxon di Gara Samani \| \| \| \| \| \| Sigilmassasaurus brevicollis \| \| \| \| \| \| Spinosaurus aegyptiacus \| \| \| \| |
|              | \| \| Taxon di Gara Samani \| \| \| \| \| \| Sigilmassasaurus brevicollis \| \| \| \| \| \| Spinosaurus aegyptiacus \| \| \| \| |
|              | Taxon di Gara Samani |
|              | |
|              | Sigilmassasaurus brevicollis |
|              | |
|              | Spinosaurus aegyptiacus |
|              | |

|  | Taxon di Gara Samani         |
|  |                              |
|  | Sigilmassasaurus brevicollis |
|  |                              |
|  | Spinosaurus aegyptiacus      |
|  |                              |

|              | Irritator challengeri |
|              | |
|              | Oxalaia quilombensis |
|              | |
| Spinosaurini | \| \| Taxon di Gara Samani \| \| \| \| \| \| Sigilmassasaurus brevicollis \| \| \| \| \| \| Spinosaurus aegyptiacus \| \| \| \| |
|              | \| \| Taxon di Gara Samani \| \| \| \| \| \| Sigilmassasaurus brevicollis \| \| \| \| \| \| Spinosaurus aegyptiacus \| \| \| \| |
|              | Taxon di Gara Samani |
|              | |
|              | Sigilmassasaurus brevicollis |
|              | |
|              | Spinosaurus aegyptiacus |
|              | |

|  | Taxon di Gara Samani         |
|  |                              |
|  | Sigilmassasaurus brevicollis |
|  |                              |
|  | Spinosaurus aegyptiacus      |
|  |                              |

|              | Irritator challengeri |
|              | |
|              | Oxalaia quilombensis |
|              | |
| Spinosaurini | \| \| Taxon di Gara Samani \| \| \| \| \| \| Sigilmassasaurus brevicollis \| \| \| \| \| \| Spinosaurus aegyptiacus \| \| \| \| |
|              | \| \| Taxon di Gara Samani \| \| \| \| \| \| Sigilmassasaurus brevicollis \| \| \| \| \| \| Spinosaurus aegyptiacus \| \| \| \| |
|              | Taxon di Gara Samani |
|              | |
|              | Sigilmassasaurus brevicollis |
|              | |
|              | Spinosaurus aegyptiacus |
|              | |

|  | Taxon di Gara Samani         |
|  |                              |
|  | Sigilmassasaurus brevicollis |
|  |                              |
|  | Spinosaurus aegyptiacus      |
|  |                              |

|              | Irritator challengeri |
|              | |
|              | Oxalaia quilombensis |
|              | |
| Spinosaurini | \| \| Taxon di Gara Samani \| \| \| \| \| \| Sigilmassasaurus brevicollis \| \| \| \| \| \| Spinosaurus aegyptiacus \| \| \| \| |
|              | \| \| Taxon di Gara Samani \| \| \| \| \| \| Sigilmassasaurus brevicollis \| \| \| \| \| \| Spinosaurus aegyptiacus \| \| \| \| |
|              | Taxon di Gara Samani |
|              | |
|              | Sigilmassasaurus brevicollis |
|              | |
|              | Spinosaurus aegyptiacus |
|              | |

|  | Taxon di Gara Samani         |
|  |                              |
|  | Sigilmassasaurus brevicollis |
|  |                              |
|  | Spinosaurus aegyptiacus      |
|  |                              |

|              | Irritator challengeri |
|              | |
|              | Oxalaia quilombensis |
|              | |
| Spinosaurini | \| \| Taxon di Gara Samani \| \| \| \| \| \| Sigilmassasaurus brevicollis \| \| \| \| \| \| Spinosaurus aegyptiacus \| \| \| \| |
|              | \| \| Taxon di Gara Samani \| \| \| \| \| \| Sigilmassasaurus brevicollis \| \| \| \| \| \| Spinosaurus aegyptiacus \| \| \| \| |
|              | Taxon di Gara Samani |
|              | |
|              | Sigilmassasaurus brevicollis |
|              | |
|              | Spinosaurus aegyptiacus |
|              | |

|  | Taxon di Gara Samani         |
|  |                              |
|  | Sigilmassasaurus brevicollis |
|  |                              |
|  | Spinosaurus aegyptiacus      |
|  |                              |

|              | Irritator challengeri |
|              | |
|              | Oxalaia quilombensis |
|              | |
| Spinosaurini | \| \| Taxon di Gara Samani \| \| \| \| \| \| Sigilmassasaurus brevicollis \| \| \| \| \| \| Spinosaurus aegyptiacus \| \| \| \| |
|              | \| \| Taxon di Gara Samani \| \| \| \| \| \| Sigilmassasaurus brevicollis \| \| \| \| \| \| Spinosaurus aegyptiacus \| \| \| \| |
|              | Taxon di Gara Samani |
|              | |
|              | Sigilmassasaurus brevicollis |
|              | |
|              | Spinosaurus aegyptiacus |
|              | |

|  | Taxon di Gara Samani         |
|  |                              |
|  | Sigilmassasaurus brevicollis |
|  |                              |
|  | Spinosaurus aegyptiacus      |
|  |                              |

|              | Irritator challengeri |
|              | |
|              | Oxalaia quilombensis |
|              | |
| Spinosaurini | \| \| Taxon di Gara Samani \| \| \| \| \| \| Sigilmassasaurus brevicollis \| \| \| \| \| \| Spinosaurus aegyptiacus \| \| \| \| |
|              | \| \| Taxon di Gara Samani \| \| \| \| \| \| Sigilmassasaurus brevicollis \| \| \| \| \| \| Spinosaurus aegyptiacus \| \| \| \| |
|              | Taxon di Gara Samani |
|              | |
|              | Sigilmassasaurus brevicollis |
|              | |
|              | Spinosaurus aegyptiacus |
|              | |

|  | Taxon di Gara Samani         |
|  |                              |
|  | Sigilmassasaurus brevicollis |
|  |                              |
|  | Spinosaurus aegyptiacus      |
|  |                              |

|              | Irritator challengeri |
|              | |
|              | Oxalaia quilombensis |
|              | |
| Spinosaurini | \| \| Taxon di Gara Samani \| \| \| \| \| \| Sigilmassasaurus brevicollis \| \| \| \| \| \| Spinosaurus aegyptiacus \| \| \| \| |
|              | \| \| Taxon di Gara Samani \| \| \| \| \| \| Sigilmassasaurus brevicollis \| \| \| \| \| \| Spinosaurus aegyptiacus \| \| \| \| |
|              | Taxon di Gara Samani |
|              | |
|              | Sigilmassasaurus brevicollis |
|              | |
|              | Spinosaurus aegyptiacus |
|              | |

|  | Taxon di Gara Samani         |
|  |                              |
|  | Sigilmassasaurus brevicollis |
|  |                              |
|  | Spinosaurus aegyptiacus      |
|  |                              |

## Storia della scoperta

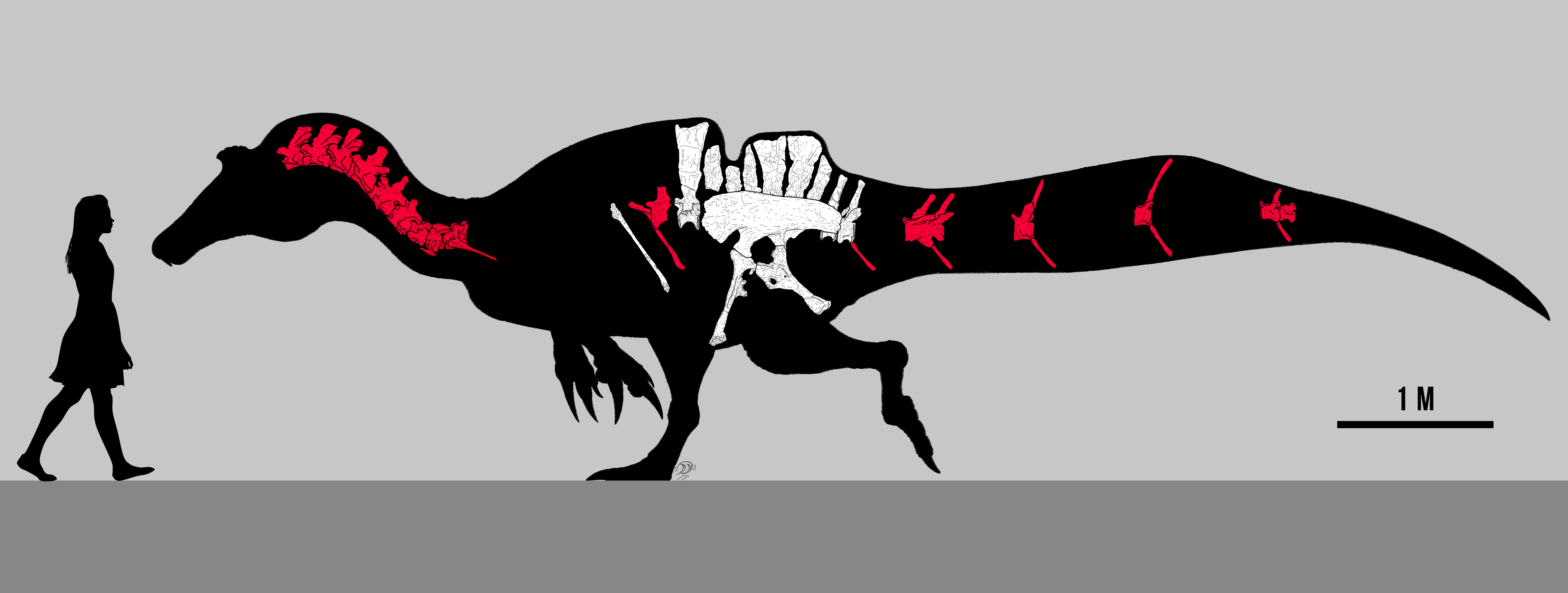
Parti conosciute dello scheletro di I. laosensis

La specie tipo Ichthyovenator laosensis fu descritta e nominata dai paleontologi Ronan Allain, Tiengkham Xeisanavong, Philippe Richir e Bounsou Khentavong, nel 2012. Il nome generico, Ichthyovenator deriva dal greco ἰχθύς/Ichthys ossia "pesce", e dal latino venator ossia "cacciatore", in riferimento alla sua possibile dieta a base di pesce. Il nome specifico, laosensis si riferisce alla provenienza dei fossili, ossia dal Laos.
Il genere Ichthyovenator è rappresentato da un singolo olotipo, MDS BK10-01 - 15, ritrovato nel 2010 all'interno della Formazione Grès Supérieurs, nel Bacino di Savannakhet, nella Provincia di Savannakhet, in uno strato di roccia risalente all'Aptiano. L'olotipo è composto da una scheletro parziale privo di cranio, composta dalla penultima vertebra dorsale, la spina dorsale della ultima vertebra dorsale, cinque vertebre sacrali, le prime due vertebre caudali, l'ileo e l'ischio, il pube destro e una costola posteriore. Le ossa sono state recuperate da una superficie di meno di due metri quadrati. Al momento della descrizione, gli scavi nel sito erano ancora in corso.

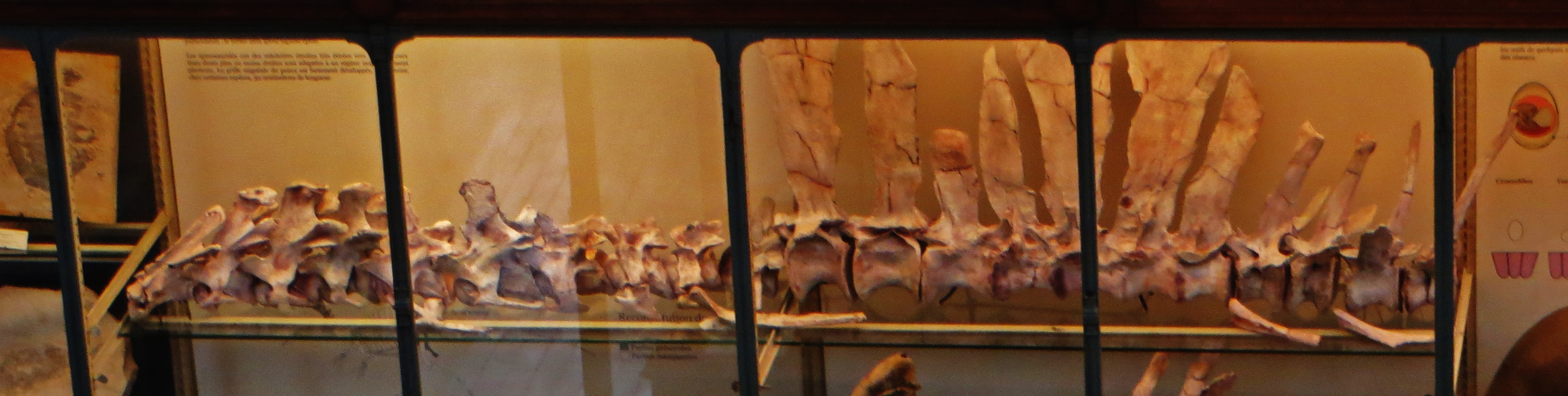
Fossili di Ichthyovenator laosensis

Nel 2012, dei nuovi scavi condotti a Ban Kalum, nel Bacino di Savannakhet, hanno recuperato dei resti aggiuntive di Ichthyovenator laosensis. Il nuovo materiale comprende alcune vertebre cervicali, la prima vertebra dorsale, il pube sinistro, sette vertebre caudali e tre denti. Grazie a questa scoperta, si è scoperto che altri numerosi denti e vertebre, ritrovati in precedenza, appartenevano in realtà ad Ichthyovenator. Questo suggerisce la contemporaneità di tutte queste località e che l'animale era una componente importante Cretaceo inferiore del luogo. La prima vertebra dorsale di Ichthyovenator è quasi identica a quella dell'enigmatico teropode Sigilmassasaurus dal Cenomaniano delle Kem Kem Beds, nel sud-est del Marocco. Il Sigilmassasaurus è oggi considerato un teropode a sé stante facente parte della famiglia degli spinosauridae, molto vicino a Spinosaurus, di cui era considerato un sinonimo. Le due vertebre di Sigilmassasaurus e Ichthyovenator, pressoché identiche, potrebbero indicare che i due animali erano molto simili tra loro. E visto la stretta parentela tra Sigilmassasaurus e Spinosaurus, è probabile che anche Ichtyovenator facesse parte della sottofamiglia degli spinosaurinae.